# 吉川心水
吉川心水（よしかわ もとみ、1947年（昭和22年）1月12日 - ）は、日本の栃木県芳賀郡益子町の「益子焼」の陶芸家。
同じく益子町の益子焼の陶芸家である吉川水城は実兄である。
白化粧を施し、道具を用いた草花文の掻き落としに釉薬で色彩を施した作品が主に知られている。

## 来歴
1947年（昭和22年）1月12日、神奈川県
小田原市に生まれる。
神奈川県小田原市の私立相洋高等学校を卒業後、物を作るのが好きだった心水は東京芸術大学受験に挑んだが、4回の失敗の後、芸大進学を断念した。
実家は人形などを売る老舗であったが故郷に戻らず、漆器に魅せられ漆芸家を夢見ていたが、著名作家の下で修行を積まなければならず、材料となる長い間寝かせ自然乾燥させた木の生地が手に入らない状況だったこともあり、こちらも諦めた。
そして1人で最初から最後まで手掛けて仕上げられる陶芸家を志し、1969年（昭和44年）、兄・水城が務めていた「栃木県窯業指導所」（現在の「栃木県産業技術センター 窯業技術支援センター」）の第1期伝習生として入所した。けれどもかなりの落ちこぼれ伝習生だったという。
その後、1971年（昭和46年）に、当時新進気鋭の鬼才の陶芸家として一世を風靡していた加守田章二が岩手県遠野市の工房に籠もるための雑用係として声が掛かり、その縁で加守田に師事する事になった。
40日間にも及ぶ師・加守田との生活と、工房で目の当たりにした、文字通り身を削りながら作陶活動に打ち込んだ姿が、心水の作陶精神に影響を与えた。
遠野でのとある日、加守田から「お前も作ってみたらどうだ」と勧められ、緊張しながら手びねりで作陶した象嵌焼締陶筥（はこ）を作り「これは面白い」と加守田のお墨付きを貰い、1973年（昭和48年）の第一回日本陶芸展に出品して入選。若手の有望陶芸家として注目を浴びる一大転機となった。しかし舞い上がりはしたけれども、自分にとって心地良い作陶技法とは思えなかった。
そして1972年（昭和47年）に益子町大沢に築窯し独立した。陶芸家を志してからわずか3年であった。自分は加守田のような作品は作れない、という悩みを抱えての独立だった。
窯を持ったばかりの心水が参考にしたのは、兄・水城の師の一人であった陶芸家・田村耕一が著した『陶芸の技法』。分かりやすく解説してあり、大いに参考になったという。
手探りしながらの作陶の日々の中で、偶然、陶芸家・加藤土師萌による「掻き落とし」技法の陶芸作品に出会った。そして3回目の窯焚きで焼成した掻き落としによる花文の鉢が幸運にもヒット作品となり、今日の作陶作品へと繋がっていった。
そして身を削りながら作陶していたが、そのために早世してしまった加守田を身近で見ていたからか、楽しみながら焼き物を作り、気楽に使ってもらえる器を生み出したいと考えるようになった。
兄・水城の勉強家であり、物事を突き詰めて考えながらの作陶活動を認めつつも、世渡り上手と兄に評されながらも、マイペースで食器を中心について柔軟に陶器を作っていき、その一方で作風が兄に似てくることがあり、兄の影響をかなり受けていることを自覚しながら兄に甘えていった。
そして「器は作り手と使う人の共同作業である」という考え方のもとに、緊張感を保ちながら楽しみつつ作陶し、人に愛しながら使ってもらえる器を作っている。

## 家族
妻に、高内秀剛に師事した陶芸家であり、夫妻展を開いた吉川康子がいる。